# Villa de madame Garnier
Ne pas confondre avec la Villa particulière de Tony Garnier située au n°1 de la rue de la Mignonne, et la Villa de Mlle Bachelard, amie de Tony Garnier située au n°7.
La Villa de madame Garnier est située au 5 rue de la Mignonne, quartier de Saint-Rambert-l'Île-Barbe à Lyon, dans le département du Rhône. Cette villa constitue une concrétisation d'un des éléments de la Cité industrielle imaginée par Tony Garnier.

## Histoire

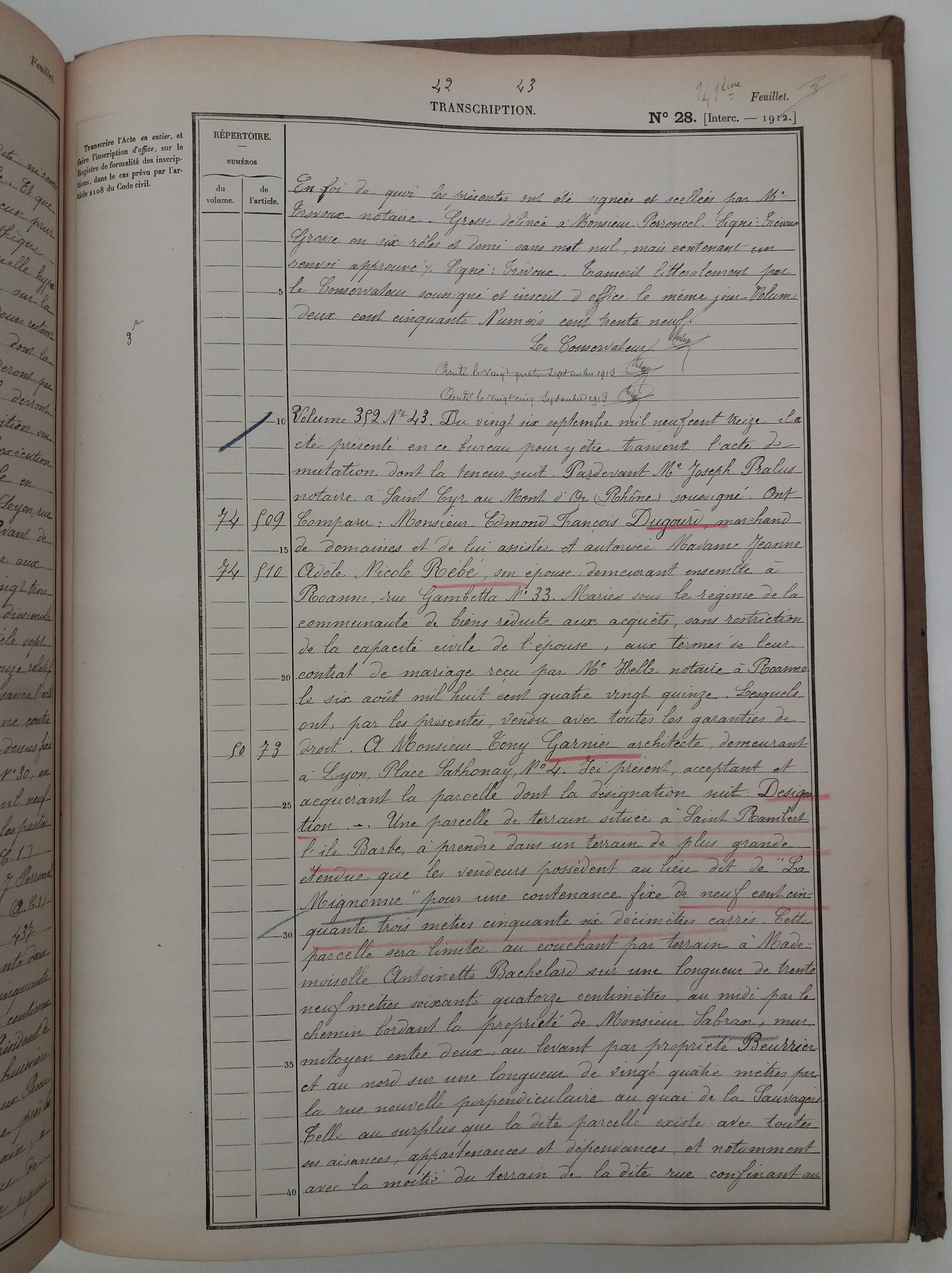
Acte d'achat du terrain par Tony Garnier, le 26 septembre 1913.

Tony Garnier avait déjà réalisé une première villa dans la même rue pour son propre usage. Celle-ci est la seconde, avant la dernière située dans la lignée. L'ensemble des trois villas est parfois qualifié de « villas à la Romaine ». Elle est construite de 1912 à 1919 pour l'épouse de l'architecte, Catherine Garnier. Elle y vit avec André Tessier avec qui elle se marie après la mort de Tony Garnier. L'édifice inclut un atelier utilisé par les deux occupants et notamment par madame Garnier qui était artiste-potière.

### Protection
Ce monument fait l’objet d’une inscription au titre des monuments historiques depuis le 29 avril 1991. et bénéficie du label « Patrimoine du XXe siècle » depuis le 10 mars 2003.

## Description
Ci-dessous quelques vues parmi les images disponibles sur Wikimédia Commons

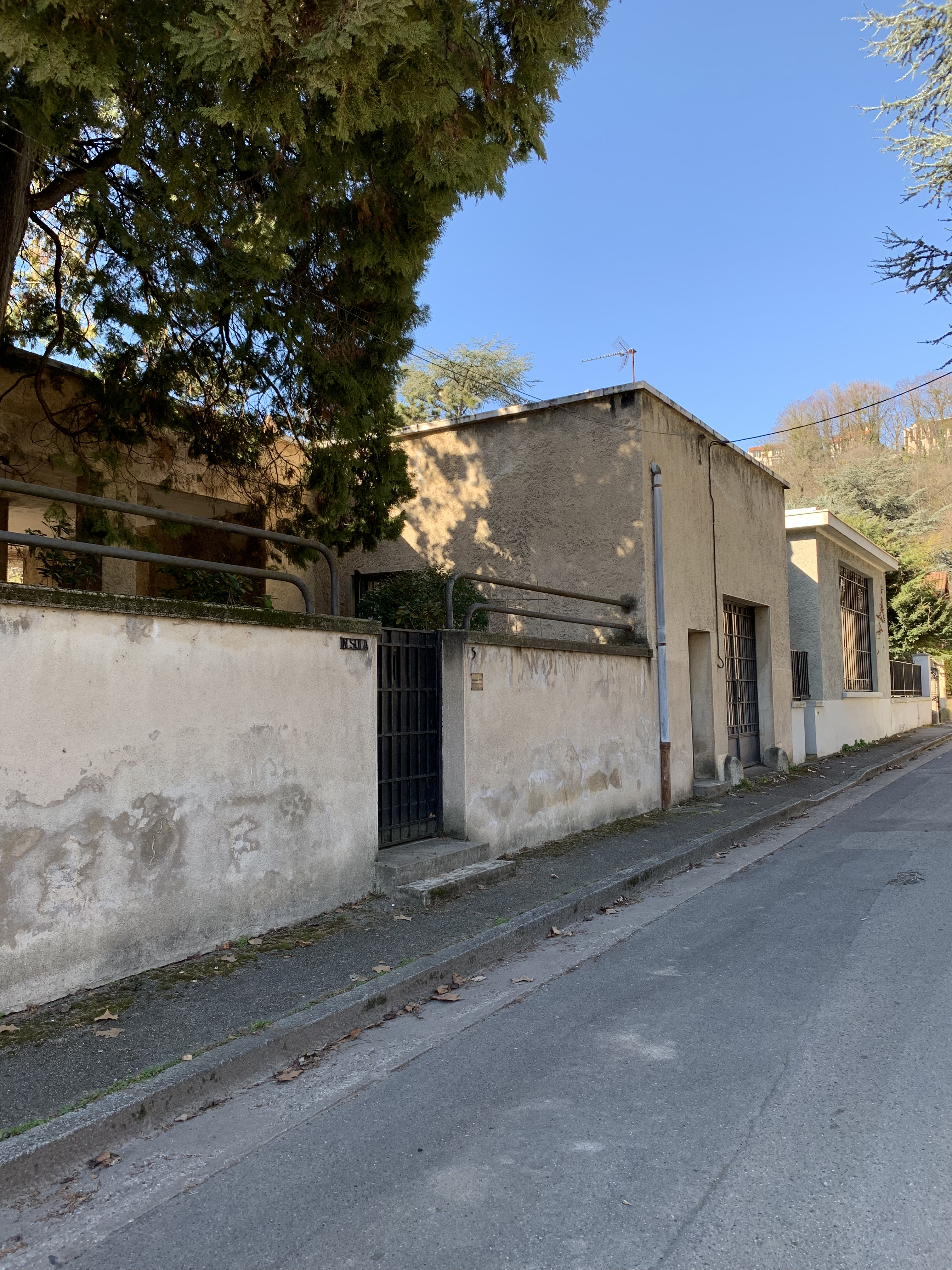
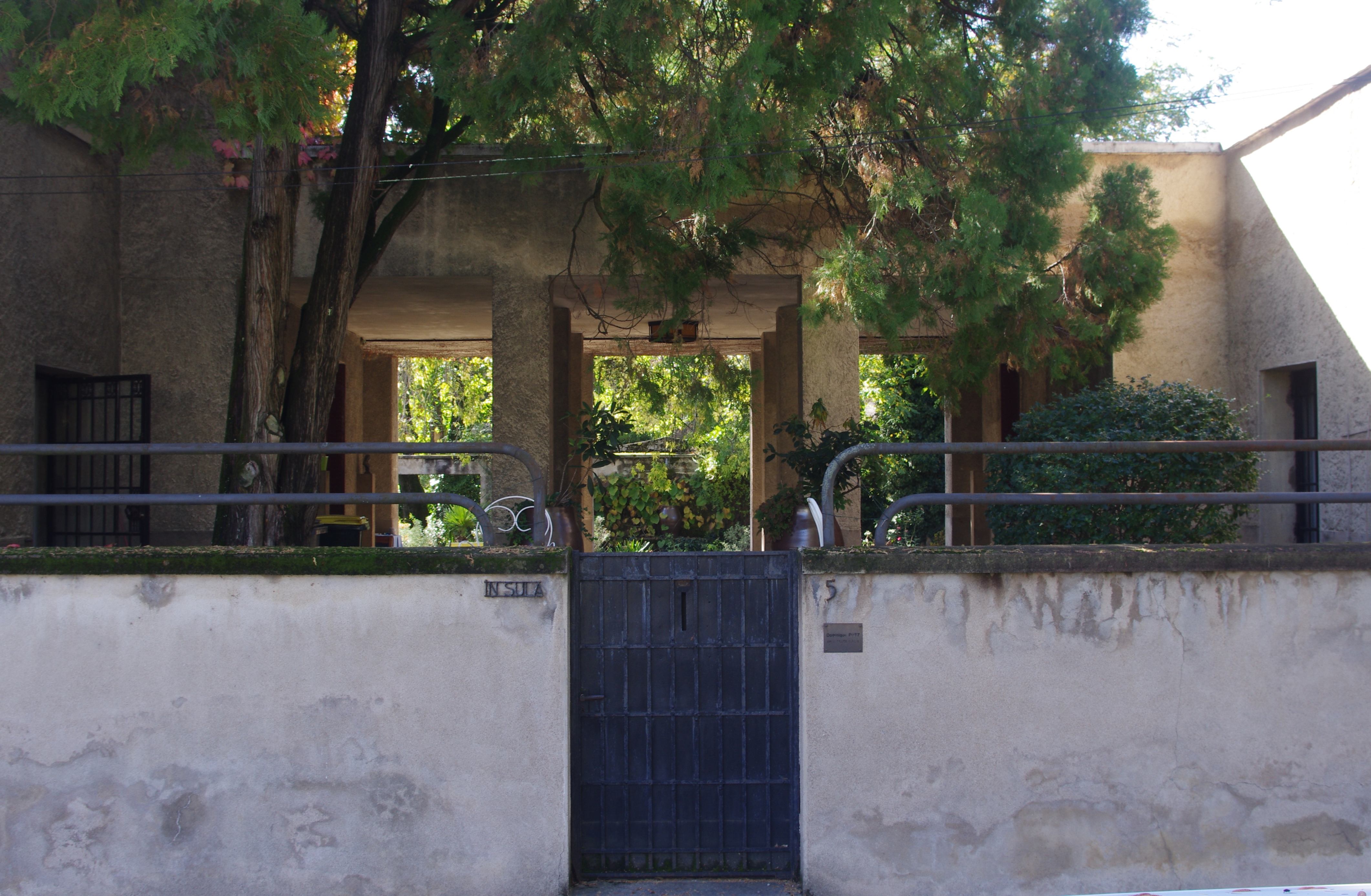
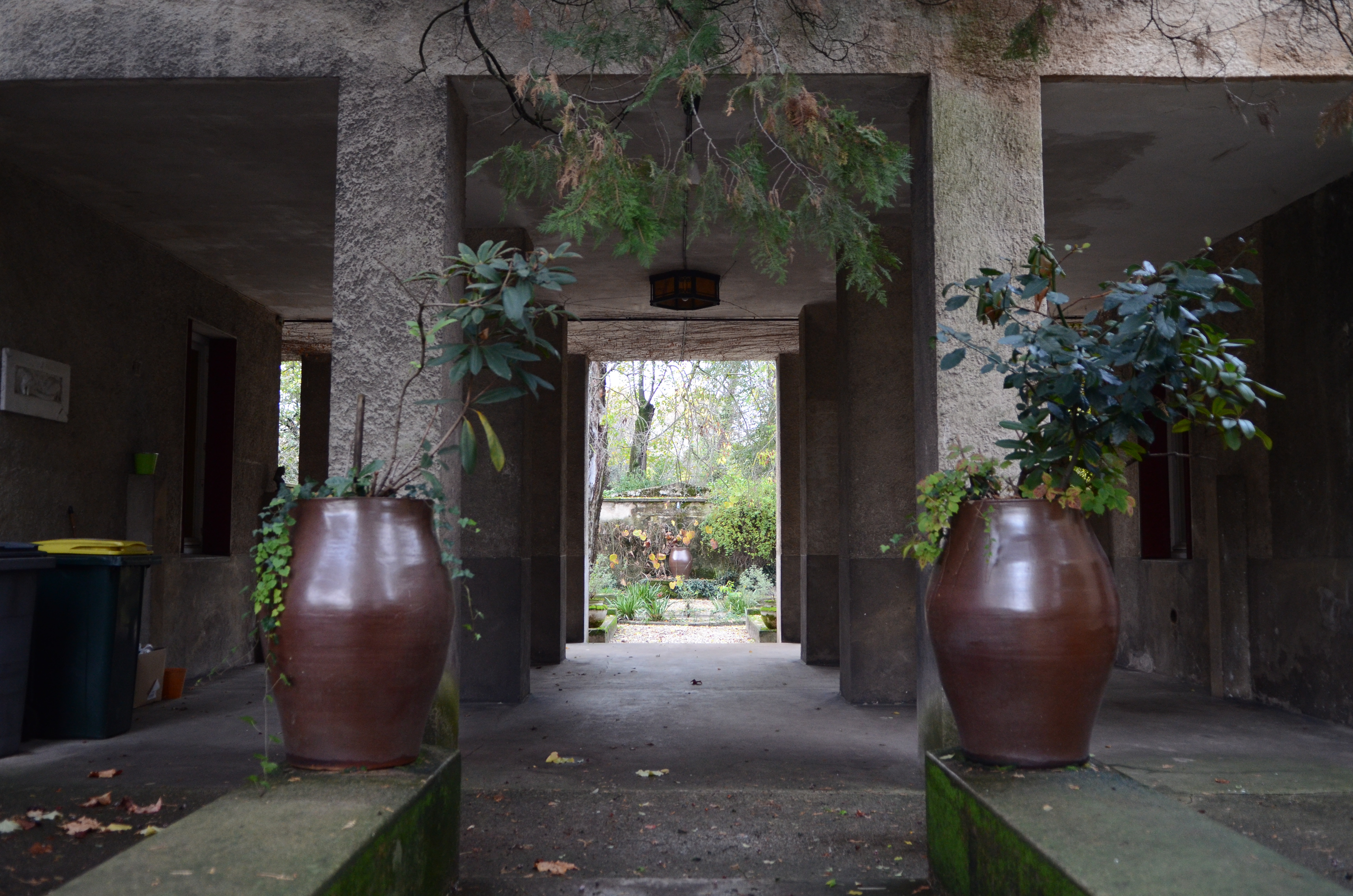
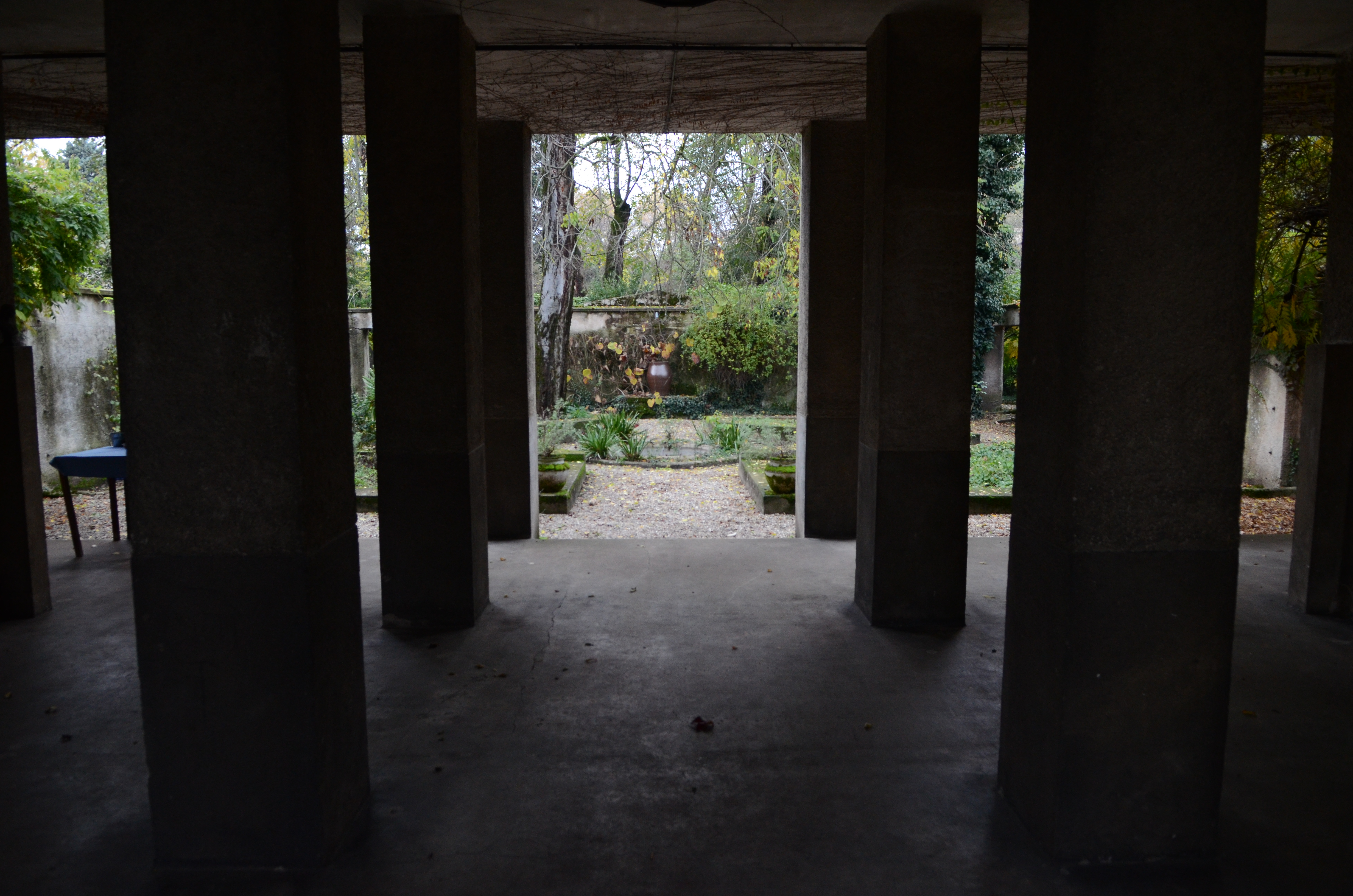
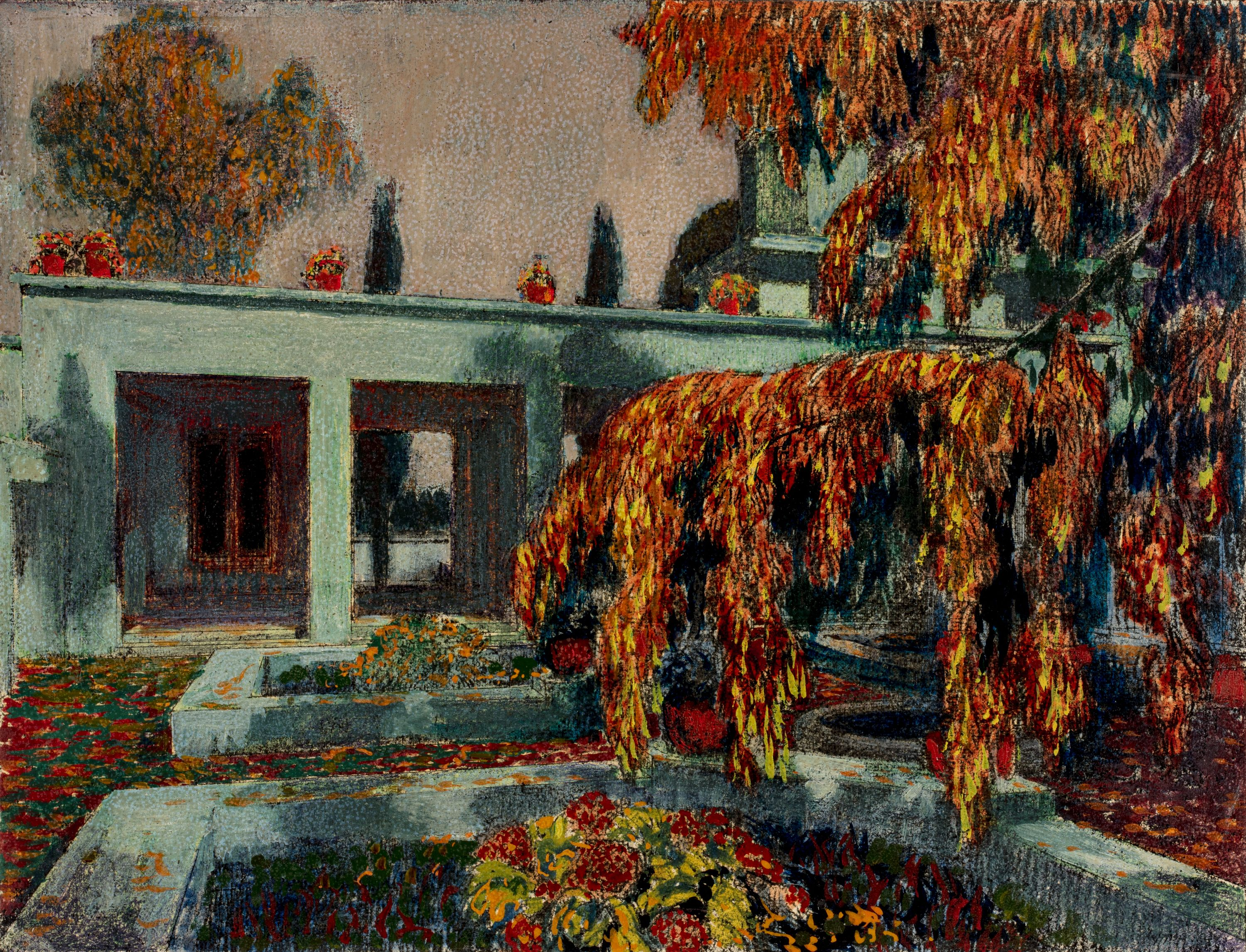
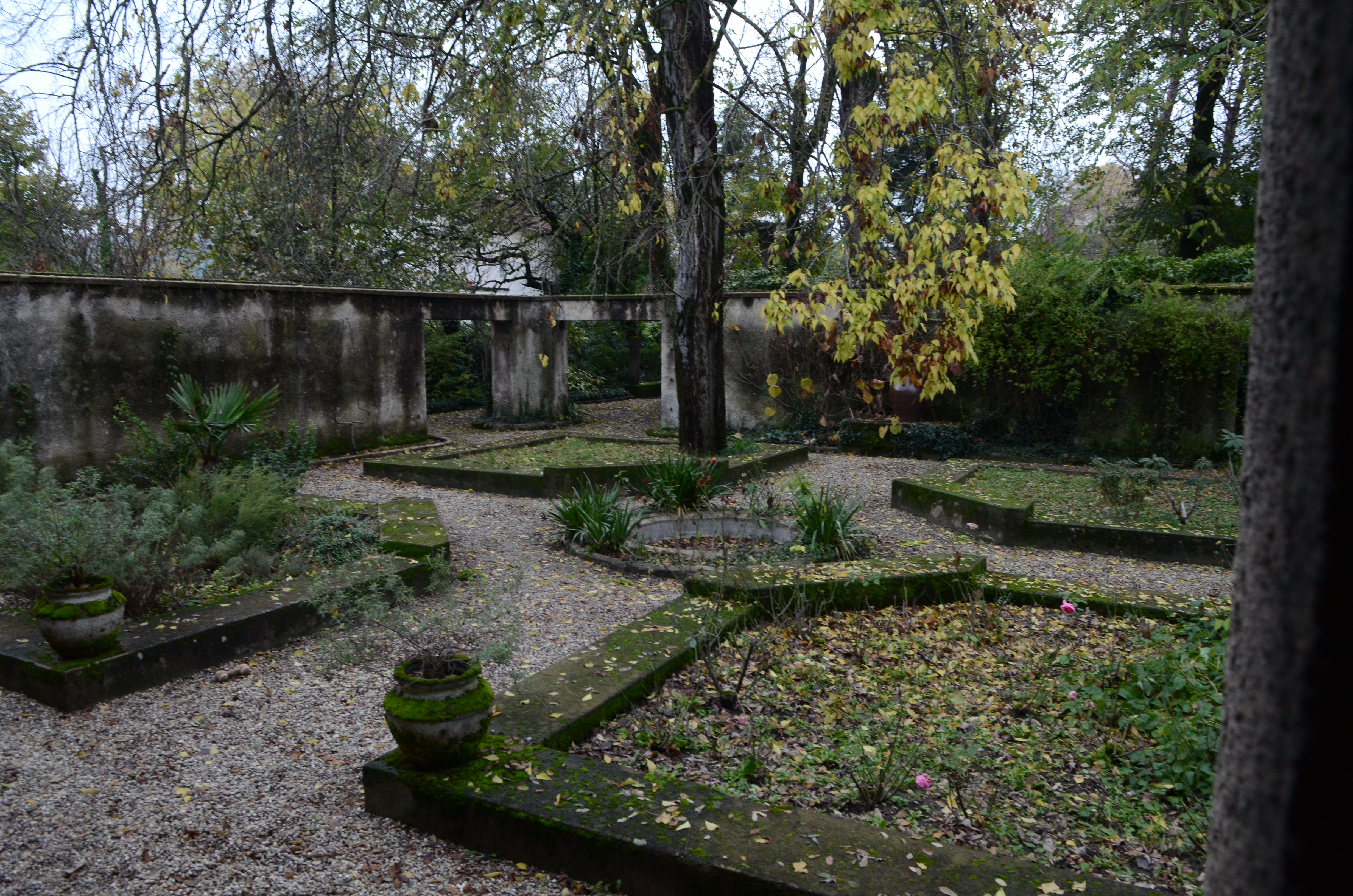
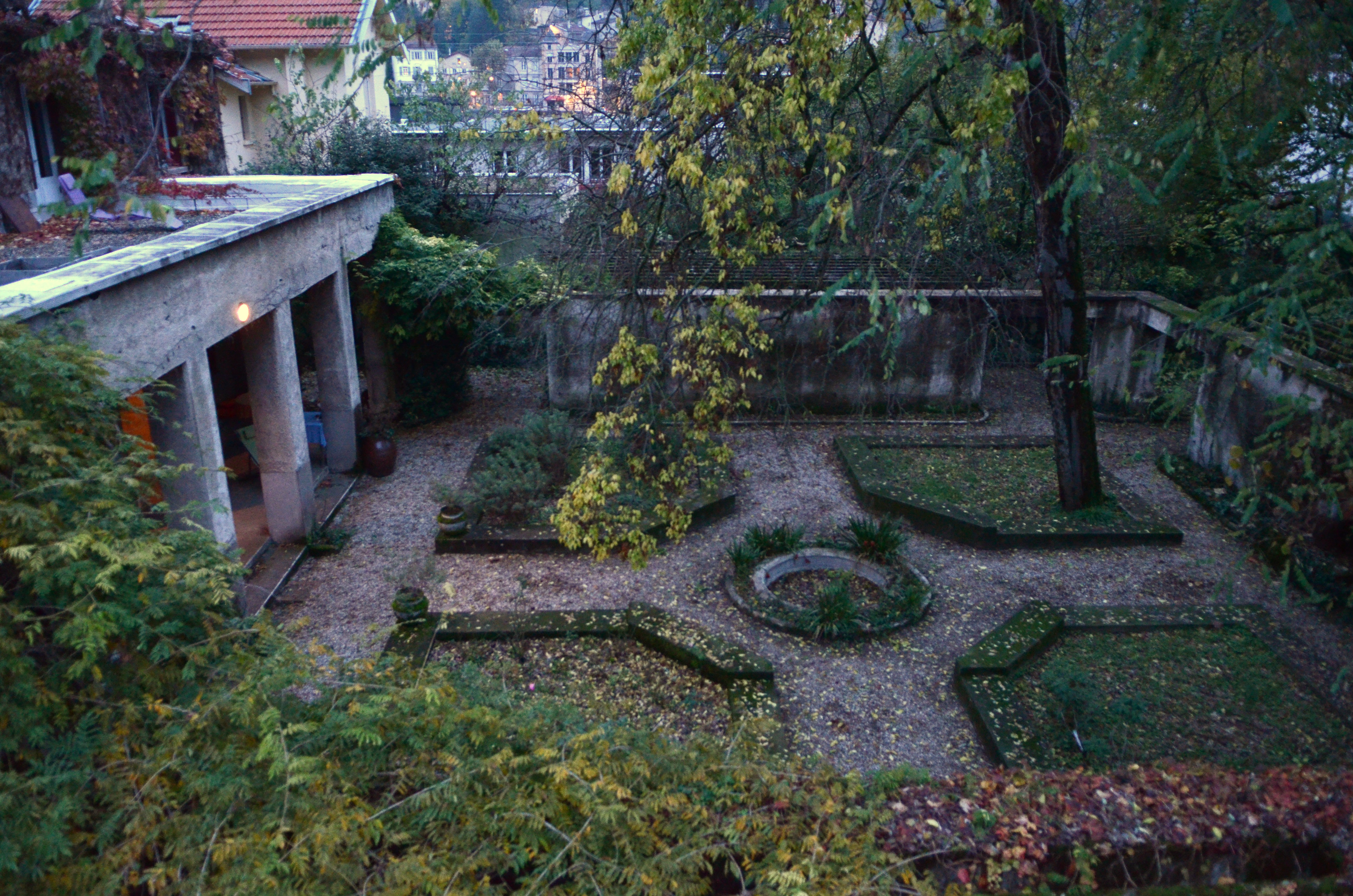